# Rezervația naturală Cernoleuca
Cernoleuca este o rezervație naturală de plante medicinale în raionul Dondușeni, Republica Moldova. Este amplasată în ocolul silvic Dondușeni, Cernoleuca, parcelele 43, 46-48. Are o suprafață de 337 ha. Obiectul este administrat de Gospodăria Silvică de Stat Edineț.